# ムルシア＝サン・ハビエル空港
ムルシア＝サン・ハビエル空港（スペイン語：Aeropuerto de Murcia-San Javier）は、スペインムルシア州サン・ハビエルのサンティアーゴ・デ・ラ・リベーラに所在する軍用の空港。かつては軍民共用で、ムルシアの南東35kmに位置することから同市の主要な空港であった。

## 概要
元は空軍の基地であったが、1967年に民間利用が許可され、1968年に民間便の定期就航が始まった。
軍民共用時代、エアバスA300旅客機やボーイング757旅客機の離着陸が可能な能力を有していた。国際航空運送協会(IATA)の消防カテゴリー5に該当し、救急車が1台配備されていた。
2004年にターミナルは1,100平方メートル拡張され、手荷物配送には新機器が導入された。2006年に8つのカウンターが増設され合計18となり、また保安地区も拡大し、カフェテリアと免税店のほか新しい化粧室が整備された。2009年には旅客数は1,630,684人に増加した。
2019年、ムルシア国際空港の開港にともない、民間供用は終了し、再び空軍専用となった。

## 就航航空会社
軍民共用時代、スペイン国内のほかヨーロッパ各地に就航している国際的航空会社が乗り入れていた。
- スペイン エア・ノストラム
- スペイン イベリア航空
- イギリス Bmibaby
- イギリス イージージェット
- イギリス ジェット・ツー
- ノルウェー ノルウェー・エアシャトル
- アイルランド ライアンエアー